# ستیز اردو و هندی

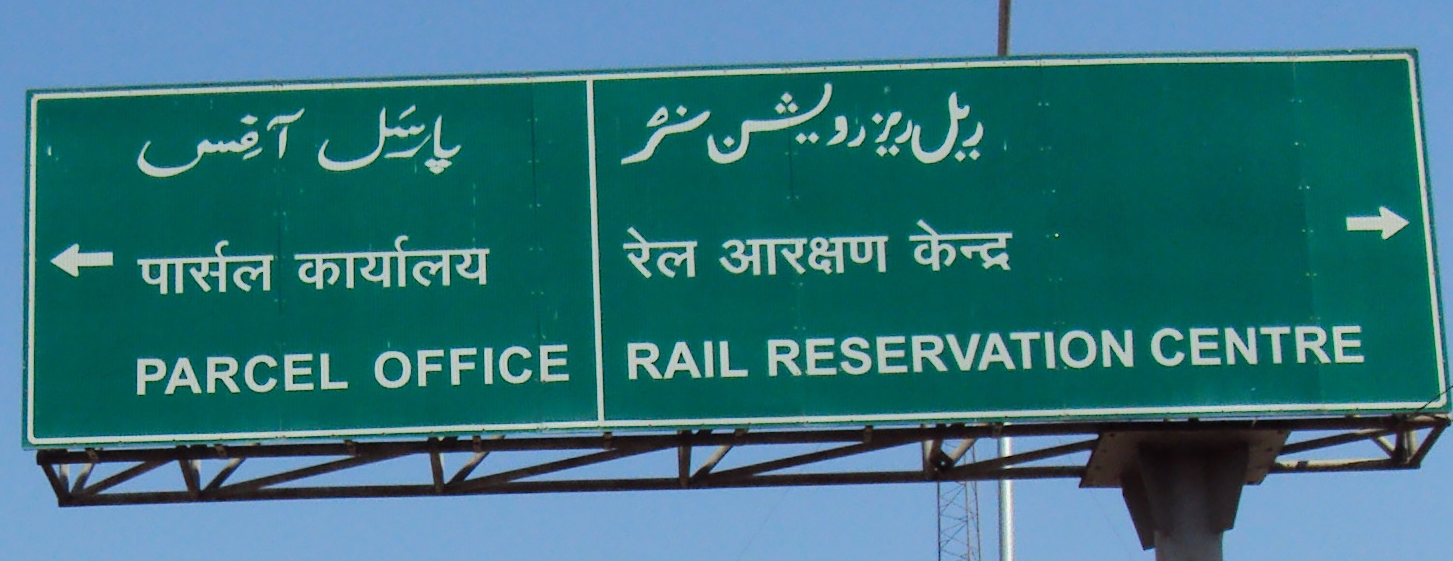
اردو (بالا) و هندی (میانه) همراه با انگلیسی (پایین) در یک تابلوی جاده‌ای در قلمرو اتحادیه جامو و کشمیر در هند

ستیز اردو و هندی (اردو: اردو ہندی تنازع، هندی: हिन्दी–उर्दू विवाद) در هند استعماری سده نوزدهم از بحث در مورد اینکه زبان ملی کشور باید هندی باشد یا اردو، پدید آمد.
هندی و اردو به عنوان زبان‌های گفتاری دارای درک متقابل هستند، تا حدی که گاه آن‌ها را گویش‌ها یا گونه‌های یک زبان گفتاری واحد می‌دانند که از آن به عنوان هندی- اردو یا گاهی هندوستانی یاد می‌شود. اما این دو به دو خط بسیار متفاوت دیواناگری (برای هندی) و فارسی اصلاح‌شده (برای اردو) نوشته می‌شوند که هر یک برای باسوادان به خط دیگر، کاملاً ناخوانا است.
هندی و اردوی معیار امروزی هر دو شکل‌های ادبی گویش دهلوی زبان هندوستانی هستند. گونه ایرانی‌شده زبان هندوستانی در زمان سلطان‌نشین دهلی (۱۵۲۶–۱۲۰۶ م) و امپراتوری گورکانی (۱۵۲۶–۱۸۵۸ م) در جنوب آسیا شکل گرفت. این زبان در جنوب هند با نام دکنی و در شمال هند و جاهای دیگر با نام‌هایی چون هندی، هندوی و هندوستانی شناخته می‌شد و در سراسر هند به عنوان زبان میانجی پدیدار شد. برای نوشتن این زبان از چندین نوع خط از جمله فارسی، دیواناگری، کیتهی و گرمخی استفاده می‌شد.
| زبان‌های رسمی در هندوستان | زبان‌های رسمی در هندوستان |
| --- | ------------------------ |
| ہندوستانی زبان جای فارسی را می‌گیرد | ۱۸۳۷                     |
| زبان انگلیسی و زبان هندوستانی برای آموزش انتخاب شد. | ۱۸۵۷                     |
| زبان اصلی هندوستانی به نام اردو تغییر نام داد. زبان هندی به تازگی سانسکریت شده بر اساس دستور زبان هندوستانی ایجاد شده است. هر دو هندی و اردو در استان متحد موقعیت مساوی داشتند. | ۱۹۰۰                     |
| اردو به عنوان تنها زبان ملی در پاکستان اعلام شد | ۱۹۴۸                     |
| هندی از وضعیت جداگانه و تقدم رسمی بر اردو و همه زبان‌های دیگر در جمهوری هند برخوردار شد                                                                                          | ۱۹۵۰                     |

گونه‌ای از این زبان که به خط فارسی-عربی نوشته می‌شد، در یک فرایند معیارسازی و ایرانی‌سازی در اواخر دوره مغول (سده ۱۸) به عنوان اردو شناخته شد. اردو در ترکی به معنی «ارتش» است و نام این زبان در کل به معنی «زبان ارتشی» یا «زبان لشکری» است. اردو به عنوان یک زبان ادبی، در محیط‌های ممتازان و نخبگان شکل گرفت. این زبان در سال ۱۸۵۰ همراه با انگلیسی به عنوان زبان رسمی هند بریتانیا معرفی شد.
هندی در سده نوزدهم به عنوان گونه ادبی معیار گویش دهلی پدید آمد. تا آن زمان گویش برج زبان ادبی غالب در خط دیواناگری بود. تلاش‌های جنبش‌های هندی برای ترویج نسخه دیواناگری گویش دهلی با نام هندی در حدود سال ۱۸۸۰ افزایش یافت و آن‌ها در تلاش بودند که وضعیت رسمی اردو را با هندی جابه‌جا کنند.
چند دهه آخر سده نوزدهم شاهد فوران ستیز اردو و هندی در برخی از استان‌های کشور، به ویژه اوتار پرادش، بود. این مجادله میان طرفداران «هندی» و «اردو» بر سر این بود که استفاده رسمی از هندوستانی با کدام خط دیواناگری یا نستعلیق باشد. در این دوران جنیش‌های هندی بسیاری برای پشتیبانی از رشد و دادن وضعیت رسمی برای خط دیواناگری در شمال هند تأسیس شدند. ببو شیوا پراساد و مادان موهان مالاویا از طرفداران شناخته‌شده این جنبش بودند. در نتیجه این وضعیت منجر به توسعه جنبش‌های دفاع از اردو برای وضعیت رسمی شد که آقا سید احمد خان یکی از شناخته‌شده‌ترین اعضای آن‌ها بود.
در سال ۱۹۰۰ دولت با صدور یک فرمان به صورت نمادین وضعیت رسمی برابری را به هر دو زبان هندی و اردو داد. سپس هندی و اردو شروع به تمایز کردند، چرا که هندی از سانسکریت به عنوان منبع اصلی برای واژگان رسمی و دانشگاهی استفاده می‌کرد که با یک تلاش آگاهانه برای پاک‌سازی واژگان فارسی همراه بود. گاندی با ابراز تأسف از این جدایی هندو و مسلمانان پیشنهاد ادغام دوباره این دو زبان معیار و استفاده از هر دو خط دیواناگری و اردو را با نام سنتی و عمومی هندوستانی کرد. هندی به خط دیواناگری که از پشتیبانی کنگره ملی هند و رهبران مختلف درگیر در جنبش استقلال هند برخوردار بود، در سال ۱۹۵۰ در قانون اساسی هند همراه با انگلیسی به عنوان زبان رسمی هند معرفی و جایگزین اردو شد.